# ميهاي زامفير
ميهاي زامفير هو لاعب كرة قدم روماني في مركز الدفاع، ولد في 22 يناير 1955 في بيتيشت في رومانيا. شارك مع منتخب رومانيا لكرة القدم. أما مع النوادي، فقد لعب مع نادي أولت سكورنيكشتي.

## وصلات خارجية
- ميهاي زامفير على موقع قاعدة بيانات كرة القدم.إي يو (الإنجليزية)
- ميهاي زامفير على موقع ناشيونال فوتبول تيمز (الإنجليزية)
- ميهاي زامفير على موقع عالم كرة القدم.نت (الإنجليزية)